# Bob McIntosh
Robert "Bob" McIntosh est un artiste américain de décors et de mise en couleur pour l'animation ayant principalement travaillé pour le studio United Productions of America. sur la série Mister Magoo.

## Filmographie
- 1941 : Le Dragon récalcitrant
- 1942 : Bambi
- 1952 : Man Alive!
- 1952 : Sloppy Jalopy
- 1952 : The Dog Snatcher
- 1952 : Pink and Blue Blues
- 1952 : Pete Hothead
- 1952 : Captains Outrageous
- 1953 : Safety Spin
- 1953 : Magoo's Masterpiece
- 1953 : Magoo Slept Here
- 1954 : When Magoo Flew
- 1954 : Magoo Goes Skiing
- 1954 : The Fifty-First Dragon
- 1954 : Kangaroo Courting
- 1954 : Destination Magoo
- 1955 : Magoo's Check Up
- 1955 : Magoo Express
- 1955 : Madcap Magoo
- 1955 : Magoo Makes News
- 1956 : Magoo's Canine Mutiny
- 1956 : Calling Doctor Magoo
- 1956 : Magoo Beats the Heat
- 1956 : Magoo's Puddle Jumper
- 1956 : Trailblazer Magoo
- 1956 : Meet Mother Magoo
- 1957 : Magoo Goes Overboard
- 1957 : Magoo Breaks Par
- 1957 : Magoo's Glorious Fourth
- 1957 : Magoo Saves the Bank
- 1957 : Rock-Hound Magoo
- 1958 : Magoo's Young Manhood
- 1958 : Magoo's Three-Point Landing
- 1958 : Love Comes to Magoo
- 1958 : Gumshoe Magoo
- 1959 : Bwana Magoo
- 1959 : Magoo's Homecoming
- 1959 : Magoo's Lodge Brother
- 1959 : Terror Faces Magoo
- 1959 : Les Aventures d'Aladin (1001 Arabian Nights)
- 1960 : Inside Magoo
- 1960 : Mister Magoo (10 épisodes)
- 1961 : The Dick Tracy Show (7 épisodes)
- 1961 : The Alvin Show" série télé
- 1964 : Linus! The Lion Hearted (2 episodes)
- 1966 : The Lone Ranger série télé
- 1967 : George of the jungle série télé
- 1969 : Rabbit Stew and Rabbits Too!
- 1969 : Injun Trouble
- 1970 : The Phantom Tollbooth